# Slizké
Slizké este o comună slovacă, aflată în districtul Rimavská Sobota din regiunea Banská Bystrica. Localitatea se află la altitudinea de 401 m deasupra n.m., se întinde pe o suprafață de 12,05 km2 și în 2017 număra 233 de locuitori. Se învecinează cu Lipovec, Rybník, Hostišovce, Budikovany, Drienčany și Hrušovo.

## Istoric
Localitatea Slizké este atestată documentar din 1258.

## Demografie
| An:                | 1994 | 2004   | 2014    | 2024    |
| ------------------ | ---- | ------ | ------- | ------- |
| Număr de persoane: | 134  | 138    | 214     | 265     |
| Diferență:         |      | +2,98% | +55,07% | +23,83% |

| An:                | 2023 | 2024   |
| ------------------ | ---- | ------ |
| Număr de persoane: | 255  | 265    |
| Diferență:         |      | +3,92% |